# Obło
Obło – część kadłuba jednostki pływającej, liczona w przekroju poprzecznym, na obszarze której płaskie dno płynnie przechodzi w ścianę burty. Poszycie kadłuba na wysokości obła (tzw. pas obłowy) jest pogrubione z powodu przenoszenia zwiększonych obciążeń. Z przodu jednostki obło płynnie przechodzi w dziób, natomiast z tyłu (w zależności od konstrukcji kadłuba) może ciągnąć się nawet aż do samego końca kadłuba (w tym także przez jego całą część rufową).